# Sans-abrisme à San Francisco

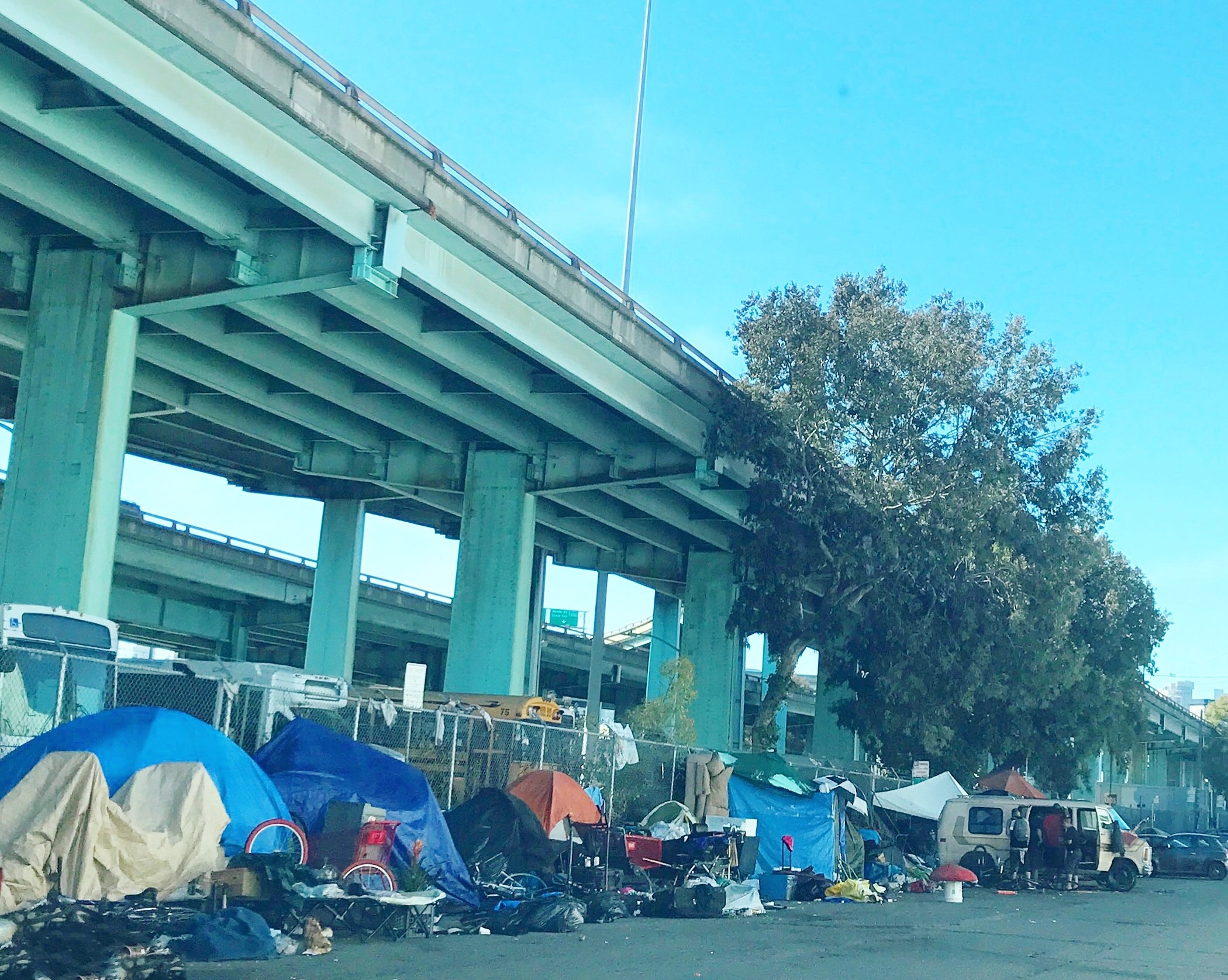
Des sans-abris à San Francisco.

Le sans-abrisme à San Francisco est le fait que cette ville de l'État de Californie compte plus de personnes à la rue qu’aucune autre dans le reste des États-Unis. 

## Caractérisation
La situation du sans-abrisme à San Francisco s'explique en partie par une crise des prix de loyer des logements ainsi qu'une surconsommation de drogue parmi les populations les plus précaires.

## Historique
En 2005, il y avait 6 248 sans-abri à San Francisco. De 2018 à 2019, les chiffres indiquaient qu'entre 7 499 et 10 000 personnes vivaient dans les rues de la ville ainsi que dans la baie, faute de logements sociaux ou d'infrastructures pour les accueillir. On compte alors 28 000 sans-abris dans l'agglomération de la baie de San Francisco.  
Cette situation conduit à une crise de salubrité et d'hygiène par manque de toilettes publiques, forçant les sans-abris à uriner ou déféquer directement dans la rue,.
On estime à 15 000 le nombre de personnes dormant à l'intérieur de leur voiture, stationnée sur des aires de parkings.
Cette crise s'aggrave considérablement lors de la Covid-19, qui voit les sans-abris camper aux pieds d'immeubles vides et laissés inoccupés dans plusieurs quartiers du centre-ville.
En 2023, les autorités de la ville évacuent de force les sans-abris vivant dans les environs où doit se tenir le sommet international de l’APEC,. Diverses mesures visant à créer des micro-cabanes ou des tentes de fortunes sont mises en place par des associations.
En 2024, le gouverneur de Californie, Gavin Newsom, ordonne le démantèlement des campements de sans-abris.